# Бакари, Байя
Байя Бакари (фр. Bahia Bakari; род. 15 августа 1995, Эври, Эсон, Франция) — француженка, в возрасте 13 лет ставшая единственной выжившей в авиакатастрофе A310 возле Коморских островов 30 июня 2009 года. В 2010 году она опубликовала автобиографию «Выжившая».

## Раннее детство
Байя Бакари родилась в семье Касима Бакари и Азизы Абуду, уроженцев коморского города Ниумадзаха Бамбао. Касим (р. 1969) работал дворником, Азиза была домохозяйкой. Отец Азизы занимал должность министра иммиграции и таможни Комор. У Байи есть два младших брата Бадру и Бадави, а также младшая сестра Бадьян.
Байя училась в колледже Луиз-Мишель.

## Авиакатастрофа
30 июня 2009 года Байя вместе с своей матерью летела на самолёте Airbus A310 на Коморы к бабушке и дедушке. Они сделали две пересадки: сначала в Марселе, а затем в Сане. В последнем самолёте Байя получила место в хвостовой части рядом с иллюминатором.
Самолёт рухнул в Индийский океан в территориальных водах Комор за несколько минут до посадки. Бакари, спавшая во время катастрофы, решила, что выпала из иллюминатора. В газетах и новостных репортажах впоследствии появлялась информация, что она провела в кишащем акулами Мозамбикском проливе от 12 до 14 часов, но в автобиографии Бакари утверждает, что эта цифра ошибочна и в воде она находилась около 9 часов. Согласно её автобиографии, также высказывались слухи, что она не выжила в авиакатастрофе, а была выброшена из лодки нелегальных иммигрантов во Францию.
На Коморах была организована группа из жителей страны для поиска выживших. Бакари была извлечена из воды рыбаком Либуной Селемани Матрафи. После этого её отвезли в коморскую больницу, а 2 июля на самолёте доставили в Париж. Здесь её посетил президент Франции Николя Саркози. 27 июля Бакари была выписана из больницы.
Согласно сайту Aviation Safety Network, Бакари выжила в катастрофе над океаном с наибольшим количеством жертв и единственным выжившим (кроме неё, на борту находилось 152 человека). При этом, 4-летняя Сесилия Сичан в 1987 году выжила одна из 157 человек, но её самолёт упал не в воду, а на дорогу.

## Дальнейшая судьба
В январе 2010 года Бакари опубликовала автобиографию «Выжившая» совместно с журналистом Омаром Гендузом. В мае того же года газета AOL News опубликовала информацию, что Стивен Спилберг предложил Бакари приобрести права на экранизацию её книги, но она ответила отказом.
В 2011 году Бакари снялась в документальном фильме Sole Survivor, рассказывающем о людях, ставших единственными выжившими в катастрофах.